# 亚历克西娅·普特利亚斯
亚历克西娅·普特利亚斯·塞古拉（發音：[əˈlɛksiə puˈteʎəs i səˈɣuɾə]；1994年2月4日—），西班牙女子職業足球員，司職中場，目前效力於巴塞罗那。自加入巴塞羅那以來，她已經贏得了5次聯賽冠軍、6次女王盃冠軍和1次歐洲女子冠軍聯賽冠軍。在20/21賽季，她作為巴塞罗那中的關鍵球員為球隊史上首次贏得歐洲女足冠軍聯賽和三冠王。普特利亚斯後來又贏得歐足聯年度最佳女球員獎、金球獎以及2021年世界足球小姐，成為第一位在同一年贏得這三項大獎的球員。
國際生涯中，普特利亚斯在曾分別於2010年和2011年為西班牙國青隊兩次贏得歐足聯女子U17锦标赛冠軍，並在2012年歐足聯女子U19锦标赛中獲得第二名。2012年，她首次代表西班牙國家女子足球隊出戰，此後隨隊參加了三場重要的國際比賽——2015年西班牙女足世界杯首秀、2017年歐洲女子足球國家盃和2019年國際足總女子世界盃。
截至2022年，普特利亚斯在巴塞羅那的出場次數排名第二，亦是球會中的第二名進球次數最多的球員，僅次於詹妮弗·赫莫索。她亦以出場次數100次成為西班牙出場次數紀錄最多的女球員。
2023年，助西班牙奪得首個女子世界盃冠軍。

## 外部連結
| 前任： 露西·布龙泽 | 世界足球小姐 2021–2022 | 繼任： 艾塔娜·邦马蒂 |